# Direct Media Interface
Direct Media Interface (Direkte Medienschnittstelle, abgekürzt DMI) ist ein Bus auf dem Motherboard, die einen Intel-Prozessor mit dem zugehörigen Chipsatz verbindet.

## Funktion
DMI ist eine Schnittstelle zwischen der Northbridge und der Southbridge. Über die Northbridge sind der Hauptprozessor (CPU), der Arbeitsspeicher (RAM) und der AGP-Steckplatz der Grafikkarte angebunden. Die Southbridge kontrolliert die I/O-Schnittstellen wie Festplatten-, USB- oder Netzwerk-Schnittstellen.
Die Northbridge wird neuerdings auch Memory Controller Hub (Verteilender Arbeitsspeicherverwalter) genannt, weil über diesen Verteiler Informationen zwischen Prozessor und Arbeitsspeicher verarbeitet werden. Die entsprechende Bezeichnung der Southbridge ist I/O Controller Hub (Eingabe-Ausgabe-Verteiler) gemäß ihrer Verteilerfunktion für ein- und ausgegebene Informationen.

## Geschichte
Mit einer Geschwindigkeit von 266 MByte/s war das seit 1999 eingeführte Hub Interface (vgl. Intel ICH, Abschnitt ICH5) insbesondere für Gigabit-Netzwerkkarten zu langsam geworden, so dass diese unter Umgehung des Hub Interface mit einer eigenen Datenleitung an die Northbridge angeschlossen wurden. Bei dem im Juli 2004 auf den Markt gebrachten Intel-9xx-Serie-Chipsatz wurde im Zusammenhang mit der Einführung von PCI Express die Verbindung zwischen North- und Southbridge vom Hub Interface auf das 2,0 GB/s schnelle Direct Media Interface umgestellt.

## Unterstützung
Folgende Northbridge-Geräte unterstützen DMI:
- Intel 915, 925, 945, 955 und 965
- Intel P35, P45 und  P55
- Intel X38, X48 und X58

Folgende Southbridge-Geräte unterstützen DMI:
- ICH6, ICH7, ICH8, ICH9 und ICH10
- PCH